# 1991年ポルトガルグランプリ
1991年ポルトガルグランプリは、1991年F1世界選手権の第13戦として、1991年9月22日にエストリル・サーキットで開催された。

## 概要
前戦イタリアGPを欠場し全日本F3000に出場したジョニー・ハーバートが復帰した。それ以外のエントラントに変更は無かった。
このレースを迎えた段階で、チャンピオンの可能性を持つのはナイジェル・マンセルとアイルトン・セナの2名に絞られていた。このレースを含めて4レースを残し、両者の得点差は18点だった。

### 予選
予選では、ウィリアムズのリカルド・パトレーゼとマクラーレンのゲルハルト・ベルガーが、それぞれタイトルを争うチームメイトに先行した。パトレーゼは2日目の予選中にエンジンブローに見舞われ、古いスペックのパワーの少ないエンジンを搭載したスペアカーに乗り換えた。しかし、パトレーゼはこのスペアカーでの一度だけのタイムアタックでポールポジションを獲得した。初日の予選でトップタイムを記録したベルガーは土曜日にタイムを更新することはできなかったが、それでも2番手を確保した。

### 決勝
スタート直後、マンセルはセナとベルガーを立て続けに追い越し、すぐに2番手に浮上した。セナとベルガーはマンセルとの接触をさけるためにラインの変更を余儀なくされた。この際のマンセルの動きが危険であるとして、セナとベルガーはレース後に怒りを示した。
レースはウィリアムズの2台が後続を引き離し、18周目にマンセルがパトレーゼを抜き先頭に立った。
タイヤ交換のためにピットインしたマンセルだったが、ここで痛恨のアクシデントに見舞われる。マンセルのマシンの右後輪の交換が完了する前にスタートの合図が出されたのに従って発進したが、右後輪はすぐにピットロード上で脱輪してマンセルのマシンは立ち往生、ステアリングを叩いてやり場のない怒りを露わにした。ウィリアムズのメカニックはその場でタイヤを取り付けてマンセルをコースに戻したが、ピット作業が禁止されている走行レーン上だったため、マンセルには失格裁定が下り、黒旗を提示されたマンセルは今回はすぐさま指示通りピットに戻った。
思わぬ形でトップに戻ったパトレーゼはそのままチェッカーを受ける。セナは守りの走りに徹して2位に入った。
セナとマンセルのポイント差は24に広がり、この時点でマンセルの自力チャンピオンの可能性は消滅し、セナは残り3レースで7点獲得すれば無条件にチャンピオンが決まることになった。

## 結果

### 予備予選結果
| 順位 | No | ドライバー                   | コンストラクタ           | タイム   |
| ---- | -- | ---------------------------- | ------------------------ | -------- |
| 1    | 7  | マーティン・ブランドル       | ブラバム・ヤマハ         | 1'17.739 |
| 2    | 8  | マーク・ブランデル           | ブラバム・ヤマハ         | 1'17.788 |
| 3    | 17 | ガブリエル・タルキーニ       | AGS・フォード            | 1'18.020 |
| 4    | 9  | ミケーレ・アルボレート       | フットワーク・フォード   | 1'18.371 |
| DNPQ | 18 | ファブリツィオ・バルバッツァ | AGS・フォード            | 1'19.292 |
| DNPQ | 14 | オリビエ・グルイヤール       | フォンドメタル・フォード | 1'19.500 |
| DNPQ | 10 | アレックス・カフィ           | フットワーク・フォード   | 1'19.521 |
| DNPQ | 31 | ペドロ・チャベス             | コローニ・フォード       | 1'23.858 |

### 予選結果
| 順位 | No | ドライバー                   | コンストラクタ           | 1回目    | 2回目    |
| ---- | -- | ---------------------------- | ------------------------ | -------- | -------- |
| 1    | 6  | リカルド・パトレーゼ         | ウィリアムズ・ルノー     | 1'14.041 | 1'13.001 |
| 2    | 2  | ゲルハルト・ベルガー         | マクラーレン・ホンダ     | 1'13.221 | 1'13.430 |
| 3    | 1  | アイルトン・セナ             | マクラーレン・ホンダ     | 1'13.752 | 1'13.444 |
| 4    | 5  | ナイジェル・マンセル         | ウィリアムズ・ルノー     | 1'13.944 | 1'13.667 |
| 5    | 27 | アラン・プロスト             | フェラーリ               | 1'15.018 | 1'14.352 |
| 6    | 28 | ジャン・アレジ               | フェラーリ               | 1'15.572 | 1'14.852 |
| 7    | 15 | マウリシオ・グージェルミン   | レイトンハウス・イルモア | 1'17.214 | 1'15.266 |
| 8    | 23 | ピエルルイジ・マルティニ     | ミナルディ・フェラーリ   | 1'15.394 | 1'16.982 |
| 9    | 16 | イヴァン・カペリ             | レイトンハウス・イルモア | 1'15.481 | 1'15.827 |
| 10   | 19 | ミハエル・シューマッハ       | ベネトン・フォード       | 1'16.477 | 1'15.578 |
| 11   | 20 | ネルソン・ピケ               | ベネトン・フォード       | 1'16.241 | 1'15.666 |
| 12   | 4  | ステファノ・モデナ           | ティレル・ホンダ         | 1'16.018 | 1'15.707 |
| 13   | 24 | ジャンニ・モルビデリ         | ミナルディ・フェラーリ   | 1'16.540 | 1'15.749 |
| 14   | 33 | アンドレア・デ・チェザリス   | ジョーダン・フォード     | 1'15.972 | 1'15.936 |
| 15   | 8  | マーク・ブランデル           | ブラバム・ヤマハ         | 1'16.567 | 1'16.038 |
| 16   | 32 | ロベルト・モレノ             | ジョーダン・フォード     | 1'16.956 | 1'16.080 |
| 17   | 21 | エマニュエル・ピロ           | ダラーラ・ジャッド       | 1'16.725 | 1'16.135 |
| 18   | 22 | J.J.レート                   | ダラーラ・ジャッド       | 1'16.724 | 1'16.532 |
| 19   | 7  | マーティン・ブランドル       | ブラバム・ヤマハ         | 1'17.298 | 1'16.536 |
| 20   | 25 | ティエリー・ブーツェン       | リジェ・ランボルギーニ   | 1'18.005 | 1'16.757 |
| 21   | 3  | 中嶋悟                       | ティレル・ホンダ         | 1'16.926 | 1'17.035 |
| 22   | 12 | ジョニー・ハーバート         | ロータス・ジャッド       | 1'17.713 | 1'17.015 |
| 23   | 26 | エリック・コマス             | リジェ・ランボルギーニ   | 1'18.192 | 1'17.226 |
| 24   | 9  | ミケーレ・アルボレート       | フットワーク・フォード   | 1'18.389 | 1'17.330 |
| 25   | 30 | 鈴木亜久里                   | ローラ・フォード         | 1'17.434 | 1'17.537 |
| 26   | 11 | ミカ・ハッキネン             | ロータス・ジャッド       | 1'18.947 | 1'17.714 |
| DNQ  | 29 | エリック・ベルナール         | ローラ・フォード         | 1'18.186 | 1'17.825 |
| DNQ  | 17 | ガブリエル・タルキーニ       | AGS・フォード            | 1'18.295 | 1'18.022 |
| DNQ  | 34 | ニコラ・ラリーニ             | ランボ・ランボルギーニ   | 1'21.612 | 1'18.139 |
| DNQ  | 35 | エリック・ヴァン・デ・ポール | ランボ・ランボルギーニ   | 1'20.411 | 1'18.266 |

### 決勝結果
| 順位 | No | ドライバー                   | チーム                   | 周回 | タイム/リタイア    | グリッド | ポイント |
| ---- | -- | ---------------------------- | ------------------------ | ---- | ------------------ | -------- | -------- |
| 1    | 6  | リカルド・パトレーゼ         | ウィリアムズ・ルノー     | 71   | 1:35'42.304        | 1        | 10       |
| 2    | 1  | アイルトン・セナ             | マクラーレン・ホンダ     | 71   | +20.941            | 3        | 6        |
| 3    | 28 | ジャン・アレジ               | フェラーリ               | 71   | +53.554            | 6        | 4        |
| 4    | 23 | ピエルルイジ・マルティニ     | ミナルディ・フェラーリ   | 71   | +1'03.498          | 8        | 3        |
| 5    | 20 | ネルソン・ピケ               | ベネトン・フォード       | 71   | +1'10.033          | 11       | 2        |
| 6    | 19 | ミハエル・シューマッハ       | ベネトン・フォード       | 71   | +1'16.582          | 10       | 1        |
| 7    | 15 | マウリシオ・グージェルミン   | レイトンハウス・イルモア | 71   | 1周遅れ            | 7        |          |
| 8    | 33 | アンドレア・デ・チェザリス   | ジョーダン・フォード     | 71   | 1周遅れ            | 14       |          |
| 9    | 24 | ジャンニ・モルビデリ         | ミナルディ・フェラーリ   | 71   | 1周遅れ            | 13       |          |
| 10   | 32 | ロベルト・モレノ             | ジョーダン・フォード     | 71   | 1周遅れ            | 16       |          |
| 11   | 26 | エリック・コマス             | リジェ・ランボルギーニ   | 71   | 1周遅れ            | 23       |          |
| 12   | 7  | マーティン・ブランドル       | ブラバム・ヤマハ         | 69   | 2周遅れ            | 19       |          |
| 13   | 3  | 中嶋悟                       | ティレル・ホンダ         | 68   | 3周遅れ            | 21       |          |
| 14   | 11 | ミカ・ハッキネン             | ロータス・ジャッド       | 68   | 3周遅れ            | 26       |          |
| 15   | 9  | ミケーレ・アルボレート       | フットワーク・フォード   | 68   | 3周遅れ            | 24       |          |
| 16   | 25 | ティエリー・ブーツェン       | リジェ・ランボルギーニ   | 68   | 3周遅れ            | 20       |          |
| 17   | 16 | イヴァン・カペリ             | レイトンハウス・イルモア | 64   | スピンオフ         | 9        |          |
| Ret  | 4  | ステファノ・モデナ           | ティレル・ホンダ         | 56   | エンジン           | 12       |          |
| DSQ  | 5  | ナイジェル・マンセル         | ウィリアムズ・ルノー     | 51   | 失格               | 4        |          |
| Ret  | 30 | 鈴木亜久里                   | ローラ・フォード         | 40   | トランスミッション | 25       |          |
| Ret  | 27 | アラン・プロスト             | フェラーリ               | 39   | エンジン           | 5        |          |
| Ret  | 2  | ゲルハルト・ベルガー         | マクラーレン・ホンダ     | 37   | エンジン           | 2        |          |
| Ret  | 21 | エマニュエル・ピロ           | ダラーラ・ジャッド       | 18   | エンジン           | 17       |          |
| Ret  | 22 | J.J.レート                   | ダラーラ・ジャッド       | 14   | ギアボックス       | 18       |          |
| Ret  | 8  | マーク・ブランデル           | ブラバム・ヤマハ         | 12   | サスペンション     | 15       |          |
| Ret  | 12 | ジョニー・ハーバート         | ロータス・ジャッド       | 1    | エンジン           | 22       |          |
| DNQ  | 29 | エリック・ベルナール         | ローラ・フォード         |      |                    |          |          |
| DNQ  | 17 | ガブリエル・タルキーニ       | AGS・フォード            |      |                    |          |          |
| DNQ  | 34 | ニコラ・ラリーニ             | ランボ・ランボルギーニ   |      |                    |          |          |
| DNQ  | 35 | エリック・ヴァン・デ・ポール | ランボ・ランボルギーニ   |      |                    |          |          |
| DNPQ | 18 | ファブリツィオ・バルバッツァ | AGS・フォード            |      |                    |          |          |
| DNPQ | 14 | オリビエ・グルイヤール       | フォンドメタル・フォード |      |                    |          |          |
| DNPQ | 10 | アレックス・カフィ           | フットワーク・フォード   |      |                    |          |          |
| DNPQ | 31 | ペドロ・チャベス             | コローニ・フォード       |      |                    |          |          |

- DNQは予選落ち、DNPQは予備予選落ち
- 予備予選、予選、決勝順位は、F1グランプリ年鑑[3]および公式サイト[4]より。